# Jennifer Pan
Jennifer Pan (tiếng Việt: Phan; sinh ngày 17 tháng 6 năm 1986), là một người phụ nữ Canada gốc Việt bị kết tội thuê giết người năm 2010 nhằm vào cả cha và mẹ cô, giết mẹ cô và làm thương cha cô. Cô khẳng định đã phạm tội để phản ứng đáp lại việc "nuôi dạy như hổ" của bố mẹ cô ở độ tuổi giữa 20 của cô. Vụ giết người đã diễn ra tại nhà của gia đình Pan ở Unionville, Markham, Ontario, trong Khu vực Đại Toronto. Pan bị kết tội với nhiều tội danh và bị kết án tù chung thân có thể ra tù sớm sau 25 năm, cùng hình phạt với các đồng phạm của cô.

## Đầu đời và giáo dục
Mẹ của Jennifer Pan tên là Phan Bích Hà, và cha của cô tên là Phan Hán Huy, họ đều là những người nhập cư từ cộng đồng người Hoa ở Việt Nam (người Việt gốc Hoa) sang Canada. Phan Hán Huy sinh ra và học tập tại Việt Nam, chuyển đến Canada năm 1979 trên danh nghĩa tị nạn chính trị. Phan Bích Hà cũng nhập cư trên danh nghĩa tị nạn. Cặp đôi đã kết hôn ở Toronto và sống ở Scarborough. Cô cũng có một người em trai tên là Felix Pan sinh năm 1989. Gia đình Phan tìm việc làm tại Magna International, một nhà sản xuất phụ tùng ô tô ở Aurora, Ontario. Hán chế tạo công cụ và tạo khuôn, trong khi Bích làm phụ tùng xe hơi. Cặp vợ chồng kiên trì làm việc chăm chỉ kiếm tiền để đảm bảo rằng các con của họ lớn lên và có những cơ hội mà họ đã không may bỏ lỡ. Hán và Bích rất tiết kiệm và đến năm 2004 đã đủ ổn định tài chính để mua một ngôi nhà "to" với một gara chứa hai ô tô trên một con phố dân cư ở Markham, một thành phố thuộc Vùng Đại Toronto đông dân gốc Á. Bích lái xe Lexus ES 300 và Hán lái xe Mercedes-Benz C-Class (W203). Họ đã tiết kiệm được 200.000 đô la.
Cha mẹ Jennifer đặt ra nhiều mục tiêu cho con cái và đặt kỳ vọng rất cao vào họ. Jennifer bị bắt tham gia các lớp học piano khi mới bốn tuổi, và phải trượt băng nghệ thuật, nơi mà cô được đào tạo hầu hết các ngày trong tuần. Cô từng hy vọng trở thành nhà vô địch trượt băng nghệ thuật Olympic cho đến khi bị đứt dây chằng đầu gối. Jennifer chơi sáo trong ban nhạc của trường cô và học tại trường trung học Công giáo Xã Mary. Theo Karen K. Ho, người bạn thời trung học của cô, Hán được coi là "bố hổ cổ điển", còn Bích là "đồng phạm miễn cưỡng của ông ta". Nhà Phan đón Jennifer khi tan học mỗi ngày và theo dõi các hoạt động ngoại khóa của cô rất chặt chẽ. Họ không bao giờ cho phép cô hẹn hò với các bạn trai khi đang học trung học hoặc tham gia các buổi khiêu vũ ở trường vì sợ rằng những hoạt động này sẽ làm cô xao nhãng đối với những nỗ lực học tập của mình. Jennifer không được phép tham dự bất kỳ bữa tiệc nào trong khoảng thời gian mà cha mẹ cô tin là cô đang theo học đại học. Ở tuổi 22, "cô ấy chưa bao giờ đi câu lạc bộ, say rượu, đến thăm nhà của một đứa bạn hoặc đi nghỉ mát mà không có gia đình." Jennifer và bạn bè của cô được cho là đã coi việc nuôi dạy này của cô là hạn chế và rất áp bức.
Mặc cho cha mẹ kỳ vọng rằng Jennifer sẽ nhận được điểm cao ở trường cấp thấp, điểm của cô trong suốt thời trung học chỉ ở mức trung bình (trong khoảng 70%) ngoại trừ môn âm nhạc. Cô đã làm giả bảng điểm nhiều lần bằng cách sử dụng các bảng giả, đánh lừa bố mẹ nghĩ rằng cô toàn được điểm hạng A. Khi Jennifer trượt môn giải tích năm lớp 12, Đại học Ryerson đã hủy đơn nhập học sớm của cô. Vì không thể chịu đựng bị coi là thất bại, cô bắt đầu nói dối với những người cô biết, bao gồm cả cha mẹ cô, và giả vờ rằng cô đang theo học đại học. Thay vào đó, cô ngồi quán cà phê, dạy piano và làm việc trong một nhà hàng để kiếm tiền. Để duy trì cuộc sống giả dối này, Jennifer nói với cha mẹ cô rằng cô đã giành được học bổng, sau đó nói dối rằng cô đã nhận lời mời vào chương trình dược học tại Đại học Toronto. Cô thậm chí còn mua sách giáo khoa cũ và xem các video liên quan đến dược học để viết những cuốn vở ghi chép đầy đủ như thể đã được ghi ở trong lớp học để cho cha mẹ xem.
Jennifer cũng xin phép bố mẹ ở gần khuôn viên nhà trường với một người bạn xuyên suốt tuần. Trên thực tế, cô ấy thực ra đã ở với bạn trai của mình, Daniel Chi-Kwong Wong; cô gặp anh ở trường trung học. Anh lai gốc Trung Quốc và Philippines, cư trú tại Ajax, và làm việc tại một nhà hàng Boston Pizza. Wong, từng là học sinh tại trường Mary, chuyển đến Học viện Giáo chủ Hồng y Carter ở North York, Toronto, do điểm thấp, và sau đó học tại Đại học York. Anh ta là một tay chuyên buôn cần sa.

## Cuộc sống trưởng thành
Trong khi đang giả vờ hoàn thành bằng cấp của mình tại Đại học Toronto, Pan nói với cha mẹ cô rằng cô đã bắt đầu làm tình nguyện viên tại Bệnh viện dành cho Trẻ em Bị Bệnh. Hán và Bích nhanh chóng trở nên nghi ngờ khi họ nhận ra cô không có thẻ ID hay đồng phục bệnh viện. Một lần, Bích theo con gái đi “làm việc” và nhanh chóng phát hiện ra hành vi lừa dối của Jennifer. Trong cơn sốc, Hán muốn tống Jennifer ra khỏi nhà, nhưng mẹ cô đã thuyết phục ông cho phép cô ở lại. Vì chưa hoàn thành chương trình trung học phổ thông do trượt môn giải tích, nên cuối cùng cô đã bắt đầu học để hoàn thiện cấp trung học và sau đó được cha mẹ khuyến khích nhập học vào đại học. Tuy nhiên, cô bị cấm liên lạc với Wong hoặc đi bất cứ đâu ngoại trừ công việc dạy piano của mình. Dù vậy, cô và Wong đã nói chuyện bí mật trong suốt thời gian này.
Vào năm Jennifer 24 tuổi, Wong trở nên mệt mỏi khi cố gắng theo đuổi mối quan hệ với cô, vì Jennifer bị cha mẹ ngăn cản và hạn chế đến mức cô ấy chỉ sống ở nhà và chỉ gặp anh ta bí mật. Wong đã cắt đứt mối quan hệ với Jennifer và bắt đầu hẹn hò với một người phụ nữ trẻ khác. Sau khi biết các mối quan hệ mới của anh, Pan nói với Wong rằng một người đàn ông đã vào nhà cô, cho cô xem thứ nhìn như là huy hiệu cảnh sát, rồi sau đó một số người đàn ông đã xông vào và hiếp dâm tập thể cô. Cô khẳng định rằng sau đó, một viên đạn đã được gửi đến nhà cô và cả hai sự kiện này đều do bạn gái mới của Wong dàn dựng.

## Giết người
Vào mùa xuân năm 2010, Pan đã liên lạc với Andrew Montemayor, một người bạn thời trung học mà cô nói rằng đã khoe khoang với cô về những vụ cướp tiền người khác bằng dao trong những năm trung học của họ—một lời khẳng định bị Montemayor phủ nhận. Montemayor giới thiệu cô với Ricardo Duncan, một "thằng goth" mà Pan nói rằng đã trả 1.500 đô la để giết cha mình trong bãi đỗ xe tại nơi làm việc của ông. Duncan nói rằng cô một lần từng đưa cho anh ta 200 đô la cho một đêm đi chơi, nhưng khẳng định rằng anh đã trả lại số tiền này, và nói rằng anh đã từ chối thẳng thừng cô khi cô yêu cầu anh ta giết cha mẹ mình.
Pan và Wong đã liên lạc trở lại vào thời điểm này và, theo cảnh sát, đã nảy ra kế hoạch thuê một sát thủ chuyên nghiệp với giá 10.000 đô la Mỹ để giết cha mẹ cô, tính toán rằng sau đó cô sẽ được thừa kế 500.000 đô la. Họ dự định dọn đến ở cùng nhau. Wong đã giới thiệu Pan với một người đàn ông, Lenford Roy Crawford, sinh ra ở Jamaica, Wong gọi ông ta là Homeboy, và đưa cho cô một thẻ SIM và một chiếc iPhone để cô có thể liên lạc với Crawford mà không cần sử dụng điện thoại di động thông thường của mình. Crawford lại liên lạc với một người đàn ông khác, tên là Eric Shawn "Xạ thủ" Carty, người lại liên hệ với David Mylvaganam sinh ra ở Montreal. Crawford sống ở Brampton và Mylvaganam sống ở Toronto, trong khi Carty, trước đây sống ở Rexdale, Toronto, vào thời điểm đương thời không có nơi cư trú cố định. Vương Miện (đơn vị công tố) cho rằng Mylvaganam là một trong những kẻ sát thủ. Carty sau đó đã bị kết án vì một vụ giết người năm 2009 không liên quan.
Vụ giết người diễn ra tại ngôi nhà Pan ở khu Unionville tại Markham, Ontario. Vào ngày 8 tháng Mười Một năm 2010, Pan mở khóa cửa trước của ngôi nhà khi cô đi ngủ, sau đó nói chuyện qua điện thoại với Mylvaganam. Sau đó một khoảng thời gian ngắn, Mylvaganam và hai người khác vào nhà qua cửa trước không khóa, tất cả đều mang theo súng. Trong lời khai tại tòa, Vương Miện không xác định danh tính của hai kẻ gây án còn lại vì Wong và Crawford đang đi làm. Carty nói rằng anh ta là người lái xe cho những kẻ đột nhập vào nhà, và rằng anh đã chọn họ và có tham gia vào âm mưu tấn công. Anh ta không nói rằng anh là một trong số ba người hay anh là người trực tiếp tấn công người khác. Danh tính của kẻ cầm đầu vẫn chưa rõ.

## Chuyển thể
Ngày 10 tháng 4 năm 2024, nền tảng xem phim Netflix đã ra mắt bộ phim tài liệu mang tên What Jennifer Did. Ngay lập tức, sự án vạch trần những tình tiết vụ án gây rúng động nhất nước Canada trong vòng 15 năm qua đã nhanh chóng leo lên vị trí top 1 toàn cầu, cho thấy mức độ quan tâm của người xem khắp nơi về những gì mà vụ việc này còn bỏ ngỏ.